# 부족전쟁
《부족전쟁》(Tribal Wars)은 독일 이노게임스가 개발한 실시간 웹 게임으로, 중세를 배경으로 하는 자원관리 형태의 온라인 웹 게임이다. 현재 34개국에서 서비스 중이다.
2008년 1월 7일부터 게임물관리위원회로부터 홈페이지 차단 제재를 받기 전까지 우회주소로 한국어 서비스를 제공하였으나 경향플러스 가 이노게임스와 정식 계약을 맺고 2009년 5월 1일 한국 정식 서비스를 시작하였고 이후 이노게임스코리아 유한회사에서 서비스하였으나 2015년 12월 15일부로 한국 정식 서비스를 종료하였다.

## 한국 서버
부족전쟁의 각 서버는 여러 개의 "세계"로 구분하여 운영된다. 2014년 8월 현재 한국 부족전쟁에는 총 19개의 서버가 오픈하여 6개의 서버(1,6,16,17,18,19)가 운영되고 있으며 13개 서버는 종료되었다.
2008년 1월 7일 부족전쟁 한국 서비스 개시와 함께 첫 번째 정식 서버 '세계1' 이 오픈하였다. 현재까지 가장 오래되고 가장 많은 게이머가 거쳐간 규모가 큰 서버이다. 그만큼 베테랑 유저와 실력자가 많은 서버로 게이머 평균점수와 평균마을수가 가장 많은 서버이기도 하다. 신규 유저가 '세계1'에서 시작하려고 하면 공룡 유저들 사이에서 살아남을 자신이 있느냐는 경고 문구가 뜬다.
이후 이노게임스 부족전쟁 운영팀은 '세계2'와 '세계3'을 오픈했지만 대한민국 게임물등급위원회의 부족전쟁 차단 시기와 겹쳐 '세계1'에 비해서는 성행하지 못했다. 하지만 부족전쟁 전체 사용자가 많던 시절이었기에 이후의 서버에 비해서는 큰 규모로 전개되었다.
네 번째 정식 서버 '세계4'는 경향플러스의 퍼블리싱이 확정되어 대한민국 정식서비스가 시작된 이후 열린 첫 서버이다. '세계4'는 나름대로 성행하였다. 이어서 경향플러스 운영팀에 의해 오픈한 '세계5'도 하드코어한 시스템과 구글 애드센스를 활용한 홍보로 성행한다.
하지만 그 이후로 오픈된 서버에서는 서버 오픈 주기 조율 실패와 운영팀의 잘못된 운영, 그리고 다른 웹게임의 등장으로 사용자 수가 감소한다. 때문에 비교적 적은 마을수로 진행되는 소규모 플레이 방식이 주를 이루게 되었다. 이 중 '하드코어서버'는 원래 세계6으로 오픈했으나 사용자의 반응이 시원치않아 '하드코어서버'로 개칭하고 '세계6'을 따로 오픈한다. 하드코어 서버는 특히 적은 사용자 숫자로 전쟁이 몇 달여만에 끝나 부족전쟁 운영팀에 의해 종료된 서버로 알려져있다. 하지만 부족전쟁 운영팀에서는 '하드코어서버'로의 개칭 이후 이 서버를 정식서버로 인정하지 않았기에 '부족전쟁 명예의전당'에는 이 서버의 기록이 남아있지는 않다. 여덟 번째 정식 서버 '세계8 밀리샤'는 7.0업데이트가 최초로 적용된 서버로 그래픽과 인터페이스가 변경되었고, 신규 방어전용유닛인 '밀리샤'가 추가되었다. '세계9 리벤지'를 거쳐 2011년 10월에 열번째 정식 서버인 '세계10 레이지'가 오픈, 2011년 12월 5일에 '세계11 레퀴엠'이 오픈했다.
2013년 들어서는 경향게임스가 운영에서 철수하고, 이노게임스 한국지부가 직접 운영하고 있다. 이노게임스의 직영 이후에는 15, 16세계가 열려 2013년 11월 현재 진행 중이다.
2015년 12월 15일 부로 한국서버 종료

## 게임 플레이
부족 전쟁은 각 서버마다 총 1000 × 1000 칸을 가지고 있는 거대한 지도에서 유저들이 마을을 건설하고, 마을에서 생산된 군사 유닛을 통해 다른 유저들과 전투를 할 수 있는 게임이다.
한 개의 마을은 하나의 칸을 차지하며 각 유저는 시작시 한 개의 마을에서 시작해 점점 마을을 불려 나가는 형식으로, 유저가 마을을 새로 건설할 수는 없으며 컴퓨터가 생성하거나 유저가 생성한 마을을 공격해 빼앗을 수 있다. 일반적으로 여러 유저들이 모여 하나의 부족을 만들어 다른 부족과 전투를 하게 되는데, 부족들은 다른 부족과의 외교를 통해 동맹이나 상호불가침조약(NAP)을 맺을 수도 있다. 한 부족은 적게는 1인 규모에서 크게는 수천 명의 연방 규모로 이루어지게 된다.

## 게임 약어
다음은 부족전쟁 공식 도움말에서 인정하고 있는 게임 약어이다.
유닛 / 건물
정탐병 = 정탐병
LC/lcav/light horses/경기병 = 기마병
SC/scav/heavy horses/중기병 = 무장기마병
노블 = 귀족
공격시
수비 = 수비병력
공격 = 공격병력
동전줍기/동줍/레이드/약탈= 자원탈취를 목적으로하는 다른마을공격
노블링 = 귀족을 포함한 공격을보내 마을탈취를 목적으로하는 공격
충성도작업(충작) = 충성도를 낮추는 것을 목적으로하며, 다른유저가 마을탈취하는 것에 도움을 준다거나, 자기마을의 역노블링을 위하여 행해짐.
페이크 = 최소한의 공격유닛으로 공격을보내 어느공격이 강력한 공격인지 헷갈리게하는 방법
초치기 = 1~2초 내에 여러차례의 공격이 도달하게 만들어 수비하기 어렵게 만드는 공격방법
자폭 = 자신의 마을에 공격을 보내, 농가 여유공간을 확보하는 행위
스나이핑 = 적의 강력한 공격은 피하고, 귀족이 포함된 공격만 도착하기전 수비병력이 도착하게하여 귀족만 제거하는 수비방법.
지뢰 = 야만인 마을에 수비병력을보내, 동줍하는 다른 유저의 병력을 줄이는 목적으로 서버 초반에 흔히 쓰임.
방병 1000셋 = 창병,검병,궁병 각 1천기를 의미.
NAP/냅/ = 상호불가침조약
일반
TW = 부족전쟁
PA = 프리미엄 계정
IGM = 게임상 메시지
뉴비/늅/눕 = 초보를 지칭
멀티/다중 = 1인이 다수계정을 운용하는 경우

## 휴가 대리 모드
휴가 대리 모드 (소위 시팅)은 다른 게임에서 찾아보기 힘든 독특한 시스템이다. 사용자가 부족전쟁에 접속을 못하게 된다면, 설정 - 휴가중 대리를 통해 다른 유저에게 비밀번호를 알려주지 않고도, 내계정에 접속하여 플레이하게 할 수 있다. 평소 접속하고 접속종료하듯이 휴가대리를 수행하는 방식이다. 누군가가 사용자에게 휴가중 대리를 요청하였다면, 설정의 - 휴가중 대리를 통해 그것을 수락하거나, 거절할 수 있다. 수락하면, 로그인 버튼을 눌러 로그인할 수 있다.

## 같이 보기
- 부족전쟁 위키
- MMORTS
- 웹게임
- 오게임

### 부족전쟁 주요 언어별 공식 웹사이트
- (한국어) 대한민국 서버 (서비스 종료)
- (독일어) 독일 서버
- (영어) net 서버
- (영어) 영국 서버
- (영어) 미국 서버
- (폴란드어) 폴란드 서버
- (네덜란드어) 네덜란드 서버
- (이탈리아어) 이탈리아 서버

### 개발사 웹사이트
- (독일어) 이노게임스

### 부족전쟁 커뮤니티·정보 사이트
- (한국어) 부족위키 - 부족전쟁 위키 프로젝트